# 린드
린드(고대 노르드어: Rindr)는 노르드 신화에 등장하는 인물이다. 여성 거인이라고도 하고, 여신이라고도 하며, 어떤 전승에서는 동쪽(오늘날의 러시아)의 인간 공주이다. 오딘과의 사이에 발리를 낳았다.
스노리 스투를루손의 《신 에다》에 따르면 린드는 발리의 어머니이며 아쉬냐이다. 린드에 대한 가장 상세한 기록은 삭소 그라마티쿠스의 《데인인의 사적》 제3권에 실려 있는데, 여기서는 라틴어로 린다(Rinda)라 하며 루테니아의 왕의 딸이다. 발데루스가 회테루스에게 죽자 오딘은 어떻게 해야 복수할 수 있겠냐고 예언자들에게 묻는다. 예언자들의 조언에 따라 오딘은 "로스테르"(Roster)라는 가명을 쓰고 루테니아로 간다. 오딘은 린다에게 두 번 거절당한다. 그러자 오딘은 나무껍질에 룬을 써서 린다를 건드려서 미치게 만든다. 그리고 여장을 한 뒤 스스로를 "베카"(Wecha)라는 이름의 약재사라고 소개하여 린다를 진찰하겠다고 허락을 받는다. 변장한 오딘은 자신에게 린다를 낫게 할 약이 있다만 부작용으로 폭력적인 반응을 일으킬 것이라고 말하고, 이에 왕은 린다를 침대에 눕힌다. 그리고 오딘은 제정신이 아닌 린다를 강간하고, 그 결과 린다는 나중에 발데루스의 복수를 할 보우스(Bous)를 임신한다.
10세기 중반 코르마크 오그문다르손이 트론헤임의 지배자 시구르드 흘라다야를을 찬미하기 위해 지은 〈시구르드의 송가〉(Sigurðardrápa 시구르다르드라파) 제3절에 오딘이 린드를 임신시킨 것에 대한 언급이 있다. 문제의 구절은 "세이드 위그 틸 린다르"(seið Yggr til Rindar)로, 곧 "위그[오딘]이 린드에게 마법을 걸었다"는 뜻이다. 이때 오딘이 린드를 임신시킨 마법은 "세이드"라고 명시되며, 이는 코르마크가 오딘이 린드를 유혹할 때 사용한 마법이 세이드였을 것이라 생각했음을 시사한다. 또한 이는 오딘과 세이드 마법 사이의 연관성의 중요한 증거가 된다. 에다 시가인 〈그로아의 주문가〉에도 유사한 언급이 나오는데, "탄 골 린디 라니"(þann gól Rindi Rani), "[아름다운] 라니가 린드에게 주문을 걸었다"는 뜻이다.
린드의 이름은 다양한 스칼드 시가와 〈발드르의 꿈〉에도 나오는데, 이에 따라 원래 형태는 *Vrindr였을 것으로 추측된다. 이것의 어원은 아직까지 불확실하나, 스웨덴 노르셰핑 근교의 지명인 Vrinnevi, Vrinnevid와 연관이 있을 가능성이 있다.